# Josef Farský (právník)
Josef Farský (1. dubna 1878 Škodějov – 23. června 1951 Praha) byl bratr prvního patriarchy Karla Farského a místopředseda rady starších Církve československé husitské.

## Život
Od osmi let vyrůstal u strýce a svého jmenovce Josefa Farského, kněze, spirituála a rektora pražského kněžského semináře, posléze kanovníka na Vyšehradě. 
Po maturitě na pražském gymnáziu v roce 1896 byl zapsán na Právnickou fakultu Univerzity Karlovy v Praze. Po ukončení právnických studií pracoval na ředitelství pošt, později na ministerstvu pošt a telegrafů, a nakonec ve funkci vládního rady na pražském ředitelství pošt. Jeho jméno je spjaté například s počátky osobní autobusové dopravy.
Bratru Karlovi pomáhal při budování Církve československé husitské po stránce právní i organizační. 
Byl dlouholetým členem a místopředsedou rady starších v Praze na Smíchově. 
Po úmrtí Karla Farského byl v roce 1927 kooptován do pražské diecézní rady jako právní zpravodaj. Ve funkci však působil pouze do roku 1928, kdy byla pražská diecézní rada vyzvána k rezignaci. 
O to víc se začal věnovat uspořádání odkazu svého mladšího bratra. Publikoval řadu vzpomínkových článků a textů v církevním tisku (např. vzpomínky a seriál Za rodným bratrem), patřil k členům Společnosti dr. Karla Farského. 
Do Ústředního archivu a muzea CČSH předal písemnou pozůstalost po Karlu Farském i jeho portrét od akademického malíře Jana Dědiny. 
Se svou ženou Annou, rozenou Kuncovou byli bezdětní. Urny s jejich ostatky jsou uloženy v kolumbáriu sboru dr. Karla Farského v Praze na Smíchově.